# Nammu
Nammu of Namma is in de Soemerische religie de scheppingsgodin wier cultus bestond tussen 4000-1750 v.Chr. in Soemer, met name de stad Ur. Zij trad in meerdere hymnen, mythen en epen op, onder andere in Enki en de Wereldorde. Ze werd beschouwd als de personificatie van het oerwater (Apsu) en gold als voortbrenger van verscheidene goden, waaronder An en Ki, hemel en aarde. Tevens vatte zij volgens de mythologie het plan op om de mens te scheppen. Hoewel zij eerder mogelijk een belangrijke rol speelde als vruchtbaarheids- of moedergodin, werd haar zoon Enki belangrijker en nam hij haar eigenschappen over. Afgezien van de An = Anum komt ze op weinig godenlijsten voor.
Volgens de tekst Enki en Ninmah was zij als gemalin van de hemelgod An de moeder van Enki en alle andere oudere goden. Volgens deze mythe moesten de jongere goden aanvankelijk zelf al het werk doen. Zij deden hierover hun beklag bij Enki, die echter lag te slapen en niet wakker werd. Nammu wist haar zoon te wekken waarna hij haar opdracht gaf om uit klei van de Apsu dienaren te vormen voor de jongere goden, daarbij geassisteerd door Ninmah. Met het vormen van deze dienaren was de mens geboren. Een vergelijkbare mythe is de Babylonische scheppingsmythe Enuma Elish waarin Tiamat de rol van Nammu heeft.
Mogelijk werd ze later gelijkgesteld met haar dochter Ninmah als Ninhursag.